# ويندي غيرا
ويندي غيرا هي كاتِبة كوبية، ولدت في 11 ديسمبر 1970 في هافانا في كوبا.

## وصلات خارجية
- ويندي غيرا على موقع IMDb (الإنجليزية)